# Sarong

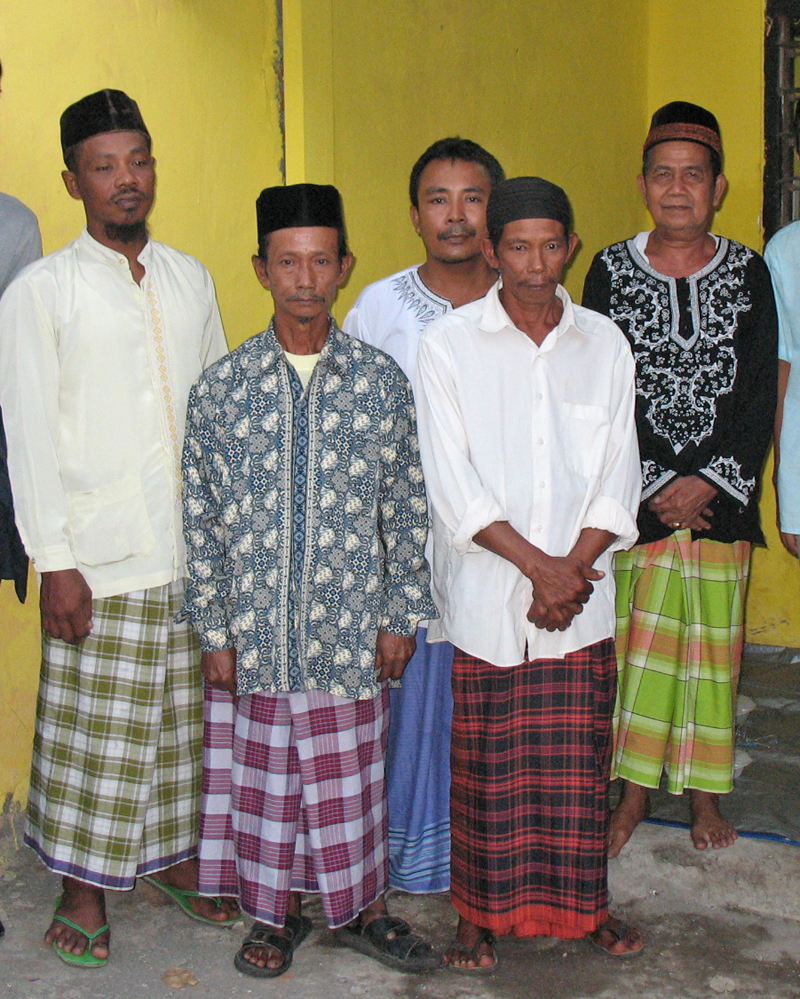
Đàn ông theo đạo Hồi ở Java, Indonesia mặc sarong

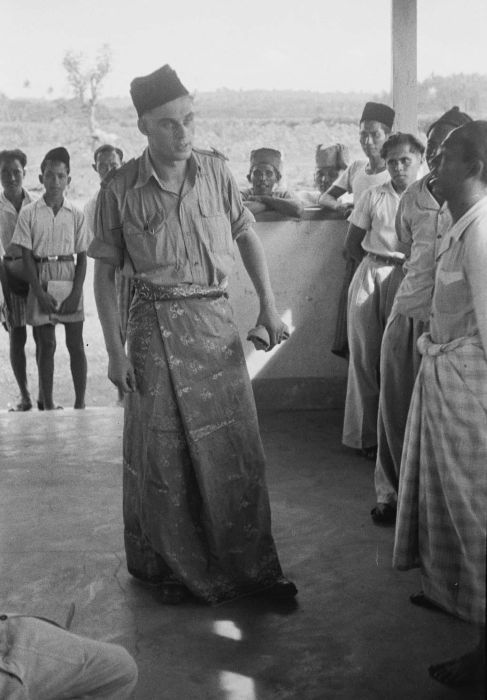
Quân nhân Hà Lan mặc sarong, 1949

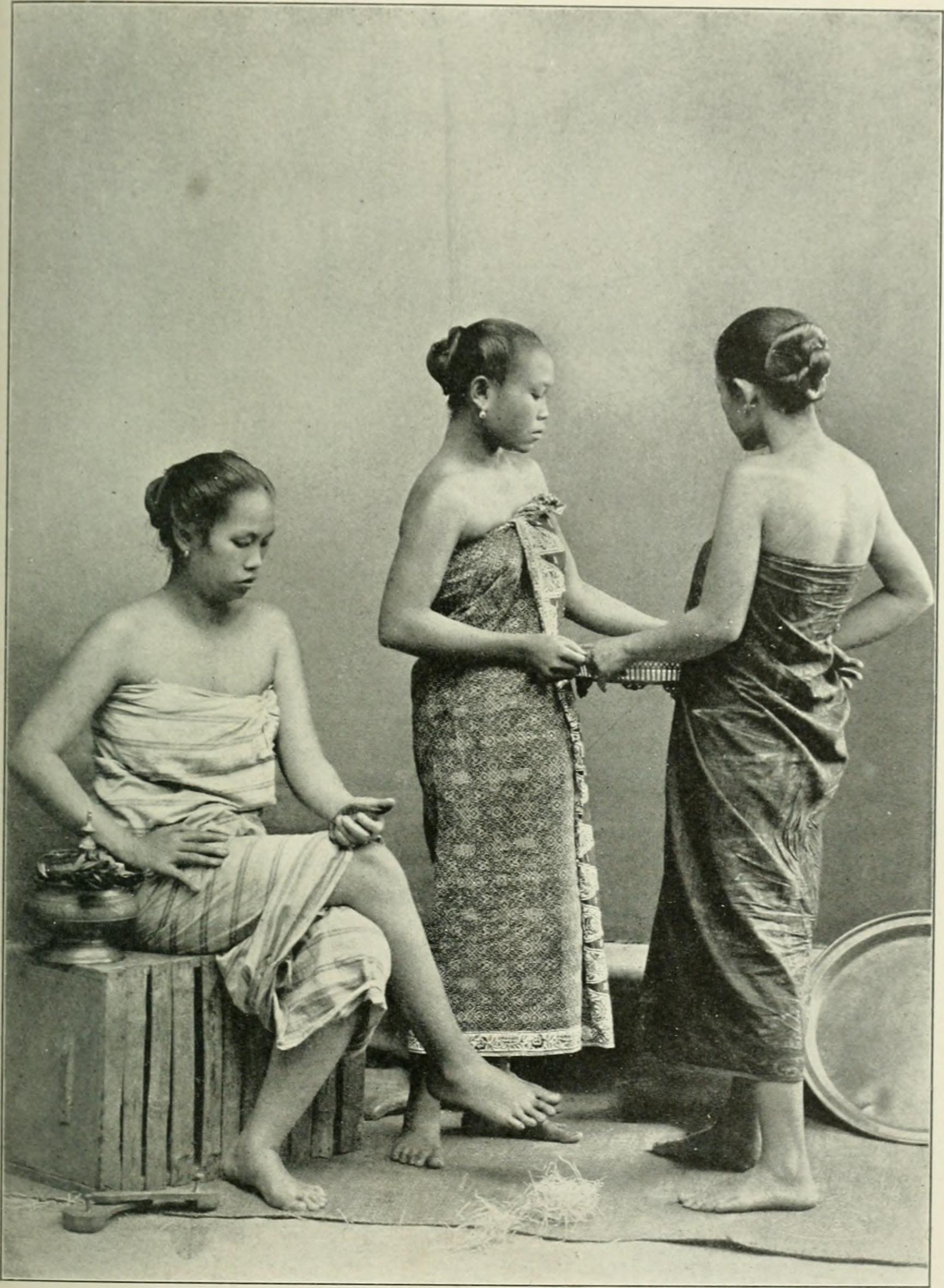
Ba người phụ nữ mặc sarong, 1905

Sarong hay sarung (phát âm tiếng Mã Lai: [saˈroŋ], /səˈrɒŋ/) là một ống hay tấm vải lớn dùng để quấn quanh eo, trang phục này phổ biến ở Đông Nam Á, Nam Á, Tây Á, Bắc Phi, Đông Phi, Tây Phi và nhiều đảo khu vực Thái Bình Dương. Vải thường là kiểu sợi dệt với họa tiết caro, có thể nhuộm batik hoặc ikat để tạo màu, in thêm hình động thực vật. Có nhiều loại sarong khác nhau trên thế giới, trong đó đáng chú ý là lungi ở tiểu lục địa Ấn Độ và izaar ở Bán đảo Ả Rập.

## Từ nguyên
Tên gọi bắt nguồn từ tiếng Mã Lai sarong (Jawi: ساروڠ‎, cách đánh vần cũ: سارڠ‎), nghĩa đen là "che lại" hay "bao bọc". Từ này được sử dụng lần đầu năm 1834 để chỉ một loại trang phục trông giống như váy của người Mã Lai. Trong tiếng Malaysia và Indonesia, sarung ([ˈsaruŋ]) là cách phát âm tiêu chuẩn, còn sarong lại là cách phát âm thông tục.
Sarong có nhiều tên gọi khác nhau ở châu Á, bao gồm sarung (ꦱꦫꦸꦁ) trong tiếng Java, saram (சாரம்) trong tiếng Tamil, ṣārūn (صارون) trong tiếng Ả Rập và sarama (සරම) trong tiếng Sinhala.
Ở Tây Phi, từ srong hoặc sorong xuất hiện trong tiếng Akan, có nghĩa là "điểm cao nhất", chỉ hành động buộc để cố định miếng vải sarong quanh người.

## Trang phục tương tự
- Châu Phi
  - Madagascar gọi là lamba
  - Malawi gọi là chitenje.
  - Mauritius gọi là pareo.
  - Mozambique gọi là capulana.
  - Somalia và Djibouti gọi là macawiis hoặc ít phổ biến hơn là hoosgunti.
  - Nam Phi gọi là kikoi, dùng làm trang trí nội thất hoặc đi biển
  - Zambia gọi là chitenge.
- Brazil
  - Kangas hay cangas được dùng làm đồ bơi nữ
- Trung Đông
  - Ả Rập Xê Út gọi là fouta (Arabic: فوطه).
  - Yemen gọi là fouta (فوطه) hoặc meouaz (معوز).
- Đông Nam Á
  - Campuchia: sarong សារុង /saaroŋ/[6] có thể được dùng thay cho sampot សំពត់ /sɑmpʊət/.[7]
  - Indonesia gọi là sarung hoặc kain sarung, ngoài ra các phương ngữ khác trong tiếng Indonesia gọi là: cawat, cindai, tapih, tapis, lunggi, lurik, pareo, palepai, jarit, jarik, sinjang, kampuh, poleng, sindai, selongsong, wiru và wiron.
  - Lào và khu vực Isan (tây bắc Thái Lan): ngoài sarong, người dân còn gọi loại trang phục này là sinh (tiếng Lào: ສິ້ນ, tiếng Thái: ซิ่น)
  - Malaysia gọi là kain, kain pelikat, kain sarung, kain tenun, kain batik hay kain sampin (một loại sarong nam đặc biệt, mặc trong bộ đồ truyền thống Baju Melayu). Bang Sarawak gọi là sabok (nam) và tapeh (nữ).
  - Myanmar gọi là longyi.
  - Thái Lan gọi là pha khao ma (nam, tiếng Thái: ผ้าขาวม้า) và pha thung (nữ, tiếng Thái: ผ้าถุง).
- Thái Bình Dương
  - New Zealand: người Māori ở đây gọi là rāpaki
  - Fiji gọi là isulu.
  - Hawaii gọi là kikepa.